# ساعت بچه‌ها (فیلم)
ساعت بچه‌ها (به انگلیسی: The Children's Hour) نام فیلمی درام به کارگردانی ویلیام وایلر در سال ۱۹۶۱ است. فیلمنامه این فیلم را جان مایکل هایس بر اساس کتابی به همین نام نوشته لیلیان هلمن نوشته است.

## داستان
کارن (آدری هپبرن) و مارتا (شرلی مک‌لین) دو دوست قدیمی هستند که یک مدرسه شبانه‌روزی دایر کرده‌اند؛ همه چیز خوب پیش می‌رود تا اینکه یکی از دختران شرور مدرسه تهمت بزرگی به کارن و مارتا می‌زند.